# دوري الدرجة الأولى الكويتي
دوري الدرجة الأولى الكويتي دوري الدرجة الأولى الكويتي هو أحد البطولات الرسمية التي تُنظم تحت إشراف الاتحاد الكويتي لكرة القدم، ويعد بمثابة الدرجة الثانية في هيكل المسابقات الكروية في دولة الكويت، حيث يأتي مباشرة بعد الدوري الكويتي الممتاز.
يُشارك في هذا الدوري عدد من الأندية التي لم تتمكن من التأهل أو البقاء في الدوري الممتاز، وتتنافس فيما بينها خلال الموسم من أجل الصعود إلى الدوري الممتاز.

## سجل الأبطال
- 1965/1966: خيطان
- 1966/1967: التضامن
- 1967/1968: اليرموك
- 1968/1969: كاظمة
- 1969/1970: الفحيحيل
- 1970/1971: خيطان
- 1971/1972: السالمية
- 1972/1973: الفحيحيل
- 1973/1974: التضامن
- 1974/1975: الشباب
- 1975/1976: الفحيحيل
- 1976/1977: الصليبخات
- 1977/1978: النصر
- 1978/1979: الفحيحيل
- 1985/1986: التضامن
- 1986/1987: النصر
- 1987/1988: الجهراء
- 1988/1989: اليرموك
- 1989/1990: الفحيحيل
- 1992/1993: التضامن
- 1993/1994: خيطان
- 1995/1996: الساحل
- 1999/2000: النادي العربي
- 2000/2001: الساحل
- 2001/2002: الشباب
- 2002/2003: الجهراء
- 2006/2007: النصر
- 2007/2008: الشباب
- 2008/2009: الصليبخات
- 2009/2010: الساحل
- 2010/2011: الشباب
- 2011/2012: الصليبخات
- 2012/2013: الفحيحيل
- 2017/2018: الشباب
- 2018/2019: اليرموك
- 2019/2020: الجهراء
- 2020/2021: التضامن
- 2021/2022: الجهراء
- 2022/2023: الشباب
- 2023/2024: اليرموك
- 2024/2025: الجهراء

## هدافين دوري الدرجة الأولى
- 2006/2007: بروسين تراوري (النصر) 9 أهداف.
- 2007/2008: محمد عودة (الصليبيخات) 8 أهداف.
- 2008/2009: محمد راكان (الفحيحيل) 8 أهداف.
- 2009/2010: اويرسون دا كوستا (خيطان) 11 هدف.
- 2010/2011: أدولفولس برنس (التضامن) 12 هدف.
- 2011/2012: ويلسون انطونيو (الصليبيخات) 18 هدف.

## أكثر الفرق فوزا بدوري الدرجة الأولى

### دوري الدرجة الأولى
| الفريق         | بطل الدوري |
| -------------- | ---------- |
| نادي الفحيحيل  | 6          |
| نادي الشباب    | 6          |
| نادي التضامن   | 5          |
| نادي الجهراء   | 5          |
| نادي اليرموك   | 4          |
| نادي النصر     | 3          |
| نادي الساحل    | 3          |
| نادي خيطان     | 3          |
| نادي الصلبيخات | 3          |
| النادي العربي  | 1          |
| نادي السالمية  | 1          |
| نادي كاظمة     | 1          |

- هبط نادي الكويت إلى دوري الدرجة الأولى مرتين في موسم 1993\1994 و1995\1996 ولم يستطع تحقيق اللقب.